# Agrotis catalaunenis
Agrotis catalaunenis là một loài bướm đêm trong họ Noctuidae.